# Pm2
Pm2 – polskie oznaczenie na PKP niemieckiego parowozu pospiesznego znormalizowanej serii 03, w układzie osi 2'C1' (2-3-1, Pacific), budowanego w latach 1930–1937.

## Historia
W związku z opóźnieniem w realizacji programu modernizacji torowisk w Niemczech, spowodowanym Wielkim Kryzysem, nastąpiły trudności z wprowadzeniem nowych lokomotyw pospiesznych serii 01. Postanowiono więc zbudować lżejszą wersję znormalizowanej lokomotywy pospiesznej, która dysponowałaby mniejszymi naciskami osiowymi i przez to byłaby zdolna do jazdy po gorszych torowiskach, o dopuszczalnym nacisku 17,5 t na oś zamiast 20 t. Trzy prototypy zbudowano przez firmę Borsig w 1930 roku, a w 1931 uruchomiono produkcję seryjną w czterech fabrykach, dostarczając pierwsze 52 egzemplarze. Kocioł parowozu osiągał ciśnienie pary 16 atm i wyposażony był w przegrzewacz Schmidta. Wodę podawały inżektory Strubego oraz pompa z podgrzewaczem. Skrzynia ogniowa była wykonana z miedzi. Dopływ pary do dwu cylindrów regulował rozrząd Heusingera. Parowozy były przewidziane dla pociągów o masie 400-450 ton, lecz w praktyce mogły ciągnąć składy o masie do 750 ton.
Produkcję kontynuowano do roku 1937, łącznie budując 298 egzemplarzy (Borsig – 116 sztuk, wliczając prototypy, Henschel – 66, Schwartzkopff – 64 i Krupp – 52). W czasie jej trwania wprowadzono pewne zmiany konstrukcyjne (m.in. wymiana skrzyni ogniowej na stalową) i podniesiono prędkość konstrukcyjną ze 120 na 130 km/h. Dalszym rozwinięciem była seria 0310 wyposażona w otulinę aerodynamiczną i trzeci cylinder.

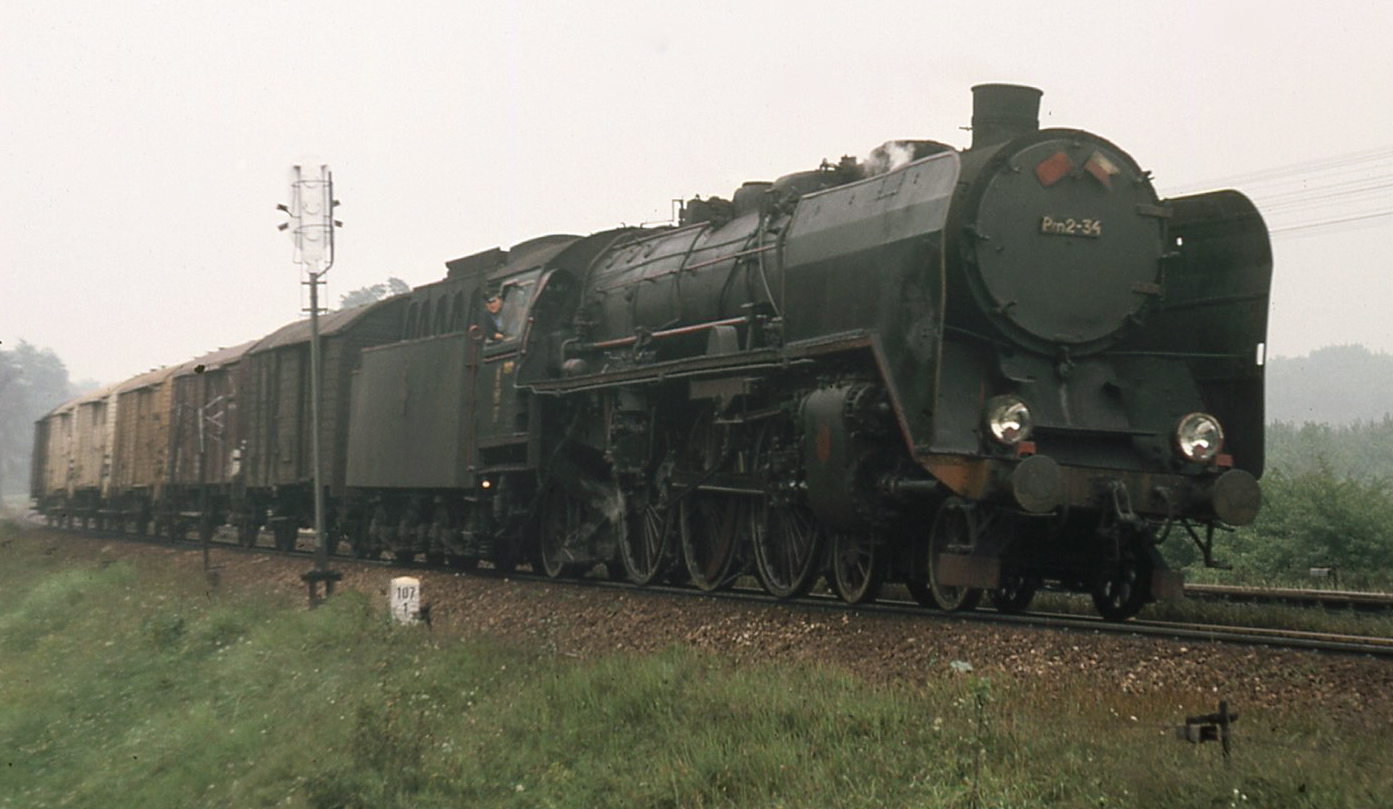
Pm2-34 w latach swojej świetności (1976) w okolicach Torunia na 107,1 kilometrze linii kolejowej nr 18

Po II wojnie światowej przez Polskę zostało przejęte prawdopodobnie 36 egzemplarzy, z czego ostatecznie 34 wpisano na stan PKP, pod oznaczeniem Pm2 i numerami Pm2-1 do Pm2-34. Istniał także parowóz o numerze Pm2-35, lecz nie został on odbudowany, a numer ten następnie nadano przenumerowanemu Pm1-1. Maszyny wyposażone w aerodynamiczną otulinę zostały oznaczone jako Pm3. W trakcie eksploatacji w Polsce wymieniano pompę wodną z podgrzewaczem na drugi inżektor, pozostałe jeszcze miedziane skrzynie ogniowe zastępowano stalowymi, a niemieckie oświetlenie i armaturę kotła – typowymi urządzeniami polskimi. Większość polskich Pm2 pracowała do lat 70., ostatnie wycofano w 1978 roku. Maszyny pozostałe w RFN wycofano w 1972 roku, a w NRD wycofano do 1981 roku. Warszawskie Muzeum Kolejnictwa ma w swoich zbiorach zarówno Pm2-34 jak i Pm3.